# Río Hojalar
El río Hojalar es un curso natural de agua que nace en la Aguada Piedras Grandes, cerca de la frontera internacional de la Región de Antofagasta y fluye hasta desembocar en el río Toconce.

## Trayecto
El río Hojalar nace en las laderas occidentales del codón limítrofe internacional, en la llamada Aguada Piedras Grandes, de la que toma también su nombre inicialmente. Fluye hacia el oeste cortando abruptamente las estribaciones sur del cerro Toconce para, tras un recorrido de 18 km, unirse al río Toconce cerca del poblado Toconce.: 127 

## Historia
Luis Risopatrón lo describe en su Diccionario jeográfico de Chile (1924):: 394 
Hojalar (Río). Recibe las aguas de las faldas W del cordón limitáneo con Bolivia, corre hacia el W, corta en abrupto tajo el cordón que se desprende hácia el S del cerro Toconce i se junta con el río de ese nombre, a corta distancia al W del caserío de la misma denominación.

## Población, economía y ecología
En un informe de la Dirección General de Aguas del Ministerio de Obras Públicas de Chile del año 1996, se especifica que existe un permiso de desviación y reintegro posterior de 112 l/s del caudal de este río para la generación de energía a favor de Codelco: 33 
El mismo informe destaca que un caudal de 50 l/s son utilizados en una planta industrial y otros 90 l/s son trasladados hacia el río Hojalar. Una parte de las aguas del Hojalar es conducida por cañerías hacia la represa El Salado.

Esquema de recursos superficiales del rio Loa según H. Niemeyer, en la década de los 1980s.